# Nguyên tắc trang phục phương Tây
Nguyên tắc trang phục phương Tây là các quy tắc, quy định về kiểu ăn mặc các loại trang phục cho từng dịp, từng sự kiện của người phương Tây. Theo sự phân loại truyền thống thì có bốn cấp độ: trang phục trang trọng (hoặc trang phục lễ nghi), trang phục bán trang trọng (hoặc trang phục giao thiệp), trang phục xã giao (hoặc trang phục công sở) và trang phục giản dị (hoặc trang phục thường ngày). Hai cấp độ đầu tiên đôi khi có sự quy định khắt khe loại trang phục mặc vào ban ngày và buổi tối.